# Jílkův mlýn
Jílkův mlýn v Chrástu u Plzně je vodní mlýn, který stojí na řece Klabava. Od roku 2008 je chráněn jako nemovitá kulturní památka České republiky.

## Historie
Mlýn byl postaven roku 1839. V roce 1875 jej koupil mlynář Vojtěch Jílek z Božkova. Jeho syn Jaroslav mlýn v roce 1915 přestavěl podle návrhu architekta Oldřicha Starého a roku 1920 dokončil secesní vilu. K roku 1930 je zde evidována domácí elektrárna.
Během 2. světové války se synové mlynáře zapojili do odboje; postupně však byla zatčena celá rodina a do mlýna dosazen správce. 23. února 1945 byl syn Vlastimil popraven, v květnu 1945 syn Jaroslav propuštěn z vězení, ale již 19. května zemřel na tuberkulózu.
V roce 2002 povodeň strhla stodolu a část kůlen. Od roku 2006 je mlýn rekonstruován.

## Popis
Mlýnice a starý obytný dům stojí samostatně, budovy jsou zděné, jednopatrové. Kromě nich jsou součástí areálu sýpka, elektrárna, hospodářské budovy a vila s rozměrnou halou; ve vile byly v přízemí kanceláře a v patře byt mlynáře.
Voda byla na vodní kolo vedena od jezu náhonem. Jez se nachází 75 metrů pod ústím odpadního kanálu hamru, náhon je dlouhý přibližně 200 metrů. K roku 1930 měl mlýn 1 Francisovu turbínu o hltnosti 1 m³/s, spádu 1,216 metru a výkonu 12,15 HP.